# Apona yunnanensis
Apona yunnanensis is een vlinder uit de familie van de Eupterotidae. De wetenschappelijke naam van de soort is voor het eerst geldig gepubliceerd in 1929 door Mell.